# Caemi
Caemi war ein brasilianisches Bergbauunternehmen mit Sitz in Rio de Janeiro. Das Unternehmen war im Finanzindex IBOVESPA gelistet.

## Standorte
Caemi besaß Eisenerzbergwerke im Eisen-Viereck im Bundesstaat Minas Gerais und Kaolinitbergwerke der Unternehmen CADAM und PPSA in den nördlichen Bundesstaaten Amapá und Pará.

## Minerações Brasileiras Reunidas
Das Gemeinschaftsunternehmen Minerações Brasileiras Reunidas (MBR), welches 1965 zusammen mit der M. A. Hanna Company gegründet worden war, war ab 1971 der zweitgrößte Eisenerzproduzent Brasiliens.
MBR betrieb außerdem das größte Eisenerzterminal Brasiliens auf der Insel Ilha da Madeira bei Sepetiba im Bundesstaat Rio de Janeiro ().

## Beteiligungen
Zudem hielt das Unternehmen Anteile am Logistikunternehmen MRS Logística, das ein Eisenbahnnetz in Südostbrasilien betreibt. Caemi war bis Ende der 1990er Jahre auch Miteigentümer von Jari, der größten „schwimmenden“ Zellulosefabrik Amazoniens, bis diese im Jahr 2000 von der Grupo Orsa übernommen wurde.  

## Übernahme
Zwischen 2001 und dem 31. März 2006 wurde Caemi von Vale übernommen.